# Balladyna faradayae
Balladyna faradayae är en svampart som beskrevs av Hansf. 1957. Balladyna faradayae ingår i släktet Balladyna och familjen Parodiopsidaceae.   Inga underarter finns listade i Catalogue of Life.